# District de Lobata
«  Lobata (São Tomé) » redirige ici. Pour les autres significations, voir Lobata (homonymie).
Le district de Lobata est un district de Sao Tomé-et-Principe, sur l'île de São Tomé. Son siège est Guadalupe.

## Population
Le district de Lobata comptait 15 187 habitants lors du recensement (RGPH) de 2001, puis 19 365 lors du RGPH de 2012.